# Evert Grynning
Karl Evert Napoleon Grynning, född 31 mars 1910 i Tjällmo församling, Östergötlands län, död 18 maj 1966 i Borås Gustav Adolfs församling, Älvsborgs län, var en svensk målare och tecknare.
Han var son till handelsmannen Carl Richard Grynning och Olivia Elisabet Wärnström och från 1946 gift med Sonia Maria Edehl. Grynning studerade konst för Rolf Trolle och Fredrik Lagerström samt under självstudier i Nederländerna, Frankrike, Spanien, Italien och Norge under sommarmånaderna 1946-1951. Han ställde ut separat första gången i Nyköping 1952 och har därefter medverkat i ett flertal separat och samlingsutställningar bland annat i Ulricehamn och Linköping. Hans konst består av stilleben, figurmålningar, mariner, landskap och gatupartier från Paris i olja samt blyertsteckningar.